# David Kohlstedt

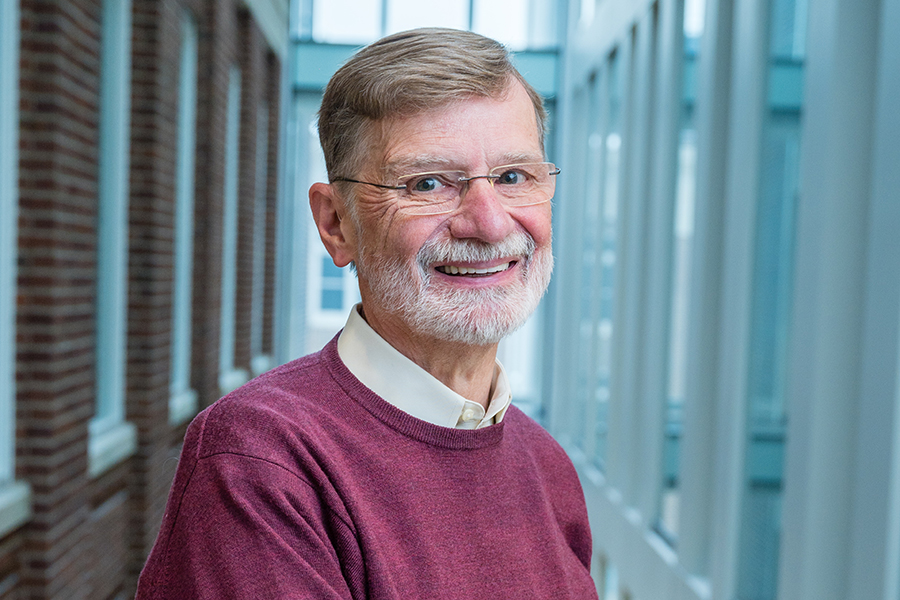
Porträt von David Kohlstedt in der Tate Hall der University of Minnesota

David L. Kohlstedt (* um  1943) ist ein US-amerikanischer Geophysiker.

## Biografie
Kohlstedt erwarb 1965 seinen Bachelor-Abschluss an der Valparaiso University und 1967 seinen Master-Abschluss an der University of Illinois, an der er 1970 in Physik promoviert wurde. Als Post-Doktorand war er am Cavendish Laboratory in Cambridge und 1971 bis 1975 an der Michigan Technological University. Er arbeitete auch am Massachusetts Institute of Technology mit Christ Goetze und Bill Brace. 1975 wurde er Assistant Professor und später Professor an der Cornell University. Ab 1989 war er Professor an der University of Minnesota.
Er untersuchte experimentell das Deformations- und kinetische Verhalten von Gesteinen bei hohen Drucken und Temperaturen ähnlich denen im oberen Erdmantel und der tieferen Erdkruste etwa bei tektonischen Prozessen in mittelozeanischen Rücken. Er fand, dass schon ein kleiner Wassergehalt zu erheblicher Reduktion der Viskosität führt und wesentlich bei der Ausbildung von Konvektionsströmen im Erdinnern ist, die zu Plattentektonik führen, die zum Beispiel auf der wasserarmen Venus fehlt. Ebenso ändert schon ein kleiner Anteil von geschmolzenem Material zu Migrationsprozessen, die zur   Selbstorganisation von mit Schmelze angereicherten Scherzonen führen und zu Transportkanälen von Schmelze zur Erdoberfläche. Außerdem untersuchte er die Rolle von Punktdefekten in Kristallen auf Diffusionsprozesse. Er befasste sich auch mit Fließgesetzen für Eis mit Anwendung in der Gletscherdynamik.
Er war unter anderem Gastwissenschaftler an der Australian National University, der Leibniz-Universität Hannover (1984), 2005 als Moore Scholar am Caltech und 1993/94 mit einem Humboldt-Forschungspreis an der Universität Bayreuth.
2005 erhielt er die Louis Néel Medal.
Außerdem erhielt er 2003 die Hess Medal der American Geophysical Union, 2009 die Murchison Medal und 2023 den Vetlesen-Preis. Er ist Mitglied der National Academy of Sciences (2009) und der American Academy of Arts and Sciences (2000).

## Persönliches
David Kohlstedt ist mit der Wissenschaftshistorikerin Sally Gregory Kohlstedt verheiratet.

## Schriften
- mit B. K. Holtzman B.K.Shearing melt out of the Earth: An experimentalist’s perspective on the influence of deformation on melt extraction, Annual Review Earth Planet. Sci. 37, 2009, 561–593
- mit S. Demouchy, S. E. Schneider, S. J. Mackwell, M. E. Zimmerman Experimental deformation of olivine single crystals at lithospheric temperatures, Geophys. Res. Lett. 36, L04304
- mit S. J: Mackwell Strength and deformation of planetary lithospheres, in T. R. Watters, R. A. Schultz Planetary Tectonics, Cambridge University, 2010, 397–456
- mit S. Mei, A. M. Suzuki, A.M., N. A. Dixon, N.A., W. B. Durham Experimental constraints on the strength of the lithospheric mantle, J. Geophys. Res.115, 2010, B08204
- mit T. Hiraga Systematic distribution of incompatible elements in mantle peridotite: Importance of intra- and inter-granular melt-like  components, Contrib. Mineral. Petrol. 158, 2009, 149–167
- mit S. Mackwell Diffusion of hydrogen and intrinsic point defects in Olivine, Z. Phys. Chemie, 207, 1998, 147–162
- mit William Brace Limits of lithospheric stress imposed by laboratory experiments, J. Geophys. Research, 85, 1980, 6248–6252
- mit David L. Goldsby: Superplastic deformation of ice: Experimental observations, Journal of Geophysical Research, Band 106, 2001, S. 11017–11030